# لمشاهرة الكعدة (الكفاف الجنوبيين)
لمشاهرة الكعدة هو دُوَّار يقع بجماعة لڭفاف، إقليم خريبكة، جهة بني ملال خنيفرة في المملكة المغربية. ينتمي الدوّار لمشيخة الكفاف الجنوبيين التي تضم 3 دواوير. يقدر عدد سكانه بـ 1689 نسمة حسب الإحصاء الرسمي للسكان والسكنى لسنة 2004.

## روابط خارجية
- البوابة الوطنية للجماعات الترابية نسخة محفوظة 12 مارس 2018 على موقع واي باك مشين.
- المندوبية السامية للتخطيط